# Austroglanis
Austroglanis ist die einzige Gattung der Austroglanididae, einer Familie der Fische aus der Ordnung der Welsartigen (Siluriformes). Die Gattung umfasst drei Arten, die in südafrikanischen Flüssen vorkommen und sich von Wirbellosen und kleinen Fischen ernähren. Alle Arten gelten als durch Habitatverlust bedroht. Bis 1991 wurden sie den Stachelwelsen (Bagridae) zugerechnet.

## Merkmale
Austroglanididae sind kleine, 7,5 bis 30 Zentimeter lange, Fische. Ihr nasales Bartelpaar ist extrem kurz oder fehlt, drei Paar Unterkieferbarteln liegen an der Kopfunterseite. Die Rückenflosse und die Brustflossen weisen kräftige Hartstrahlen auf, die Fettflosse ist klein.

## Systematik
Die Familie umfasst eine Gattung mit drei Arten:
- Austroglanis
  - Austroglanis barnardi
  - Austroglanis gilli
  - Austroglanis sclateri